# Roll-off

Circuito RC de un filtro paso bajo de primer orden

Se denomina con el término inglés roll-off (literalmente, desplazamiento) a la pendiente de una función de transferencia de frecuencias, particularmente en el análisis de circuitos, y más especialmente en conexión con los circuitos de filtrado en la transición entre una banda de paso y una banda de corte. Por lo general, se aplica a las pérdidas por inserción en una red, pero, en principio, se puede aplicar a cualquier función relevante de frecuencia y a cualquier tecnología, no solo a la electrónica. Es habitual medir la caída de una onda en función de su frecuencia medida logarítmicamente; en consecuencia, las unidades de atenuación son decibelios por década (dB/década), donde una década es un aumento de diez veces en la frecuencia, o decibelios por octava (dB/8va), donde una octava es un aumento de dos veces en la frecuencia.
El concepto de caída se deriva del hecho de que en muchas redes la caída tiende hacia un gradiente constante en frecuencias muy alejadas del punto corte de la curva de frecuencia. La caracterización del "roll-off" permite reducir el rendimiento de corte de una red de filtros de este tipo a un solo número. Téngase en cuenta que la caída puede darse tanto con una frecuencia decreciente como con una frecuencia creciente, dependiendo de la forma de banda del filtro que se esté considerando: por ejemplo, un filtro paso bajo reducirá su atenuación con una frecuencia creciente, pero un filtro paso alto o la banda de corte más baja de un filtro paso banda atenuará en mayor medida las ondas con una frecuencia decreciente. En aras de la brevedad, este artículo describe solo filtros de paso bajo, dado que se pueden aplicar los mismos principios a los filtros de paso alto intercambiando frases como "por encima de la frecuencia de corte" y "por debajo de la frecuencia de corte".

## Roll-off de primer orden

Roll-off de un filtro de paso bajo de primer orden en 6 dB/octava (20 dB/década)

Una red modelizable mediante una ecuación diferencial lineal de primer orden simple, como un circuito RC, puede presentar una pendiente de 20 dB/década. Esto es aproximadamente igual (dentro de la precisión requerida habitualmente en ingeniería eléctrica) a 6 dB/octava y es la descripción más habitual que se da para esta reducción. Esto puede demostrarse si se considera el voltaje de la función de transferencia, A, de la red RC:
{\displaystyle A={\frac {V_{o}}{V_{i}}}={\frac {1}{1+i\omega RC}}}
La escala de frecuencia toma la forma ωc = 1/RC = 1 y al formar la relación de potencia se obtiene,
{\displaystyle |A|^{2}={\frac {1}{1+\left({\omega  \over \omega _{c}}\right)^{2}}}={\frac {1}{1+\omega ^{2}}}}
En decibelios, esto se convierte en:
{\displaystyle 10\log \left({\frac {1}{1+\omega ^{2}}}\right)}
o expresado como una pérdida:
{\displaystyle L=10\log \left({1+\omega ^{2}}\right)\ \mathrm {dB} }
En frecuencias muy por encima de ω = 1, esto se simplifica a,
{\displaystyle L\approx 10\log \left(\omega ^{2}\right)=20\log \omega \ \mathrm {dB} }
El "roll-off" viene dado por,
{\displaystyle \Delta L=20\log \left({\omega _{2} \over \omega _{1}}\right)\ \mathrm {dB/intervalo_{2,1}} }
Para una década, se tiene que
{\displaystyle \Delta L=20\log 10=20\ \mathrm {dB/{\text{década}}} }
y para una octava,
{\displaystyle \Delta L=20\log 2\approx 20\times 0.3=6\ \mathrm {dB/8va} }

## Redes de orden superior
Se puede construir una red de orden superior conectando en cascada secciones de primer orden. Si se coloca un amplificador búfer entre cada sección (o se usa alguna otra topología activa) no se produce interacción entre las etapas. En esa circunstancia, para n secciones idénticas de primer orden en cascada, la función de transferencia de voltaje de la red completa viene dada por;
{\displaystyle A_{\mathrm {T} }=A^{n}\ }
en consecuencia, el roll-off total viene dado por,
{\displaystyle \Delta L_{\text{T}}=n\,\Delta L=6n{\text{ dB/8ve}}}
Se puede lograr un efecto similar en el dominio digital aplicando repetidamente el mismo algoritmo de filtrado a la señal.
El cálculo de la función de transferencia se vuelve algo más complicado cuando las secciones no son todas idénticas, o cuando se utiliza la popular construcción topología de escalera para realizar el filtro. En un filtro de escalera, cada sección del filtro tiene un efecto en sus vecinos inmediatos y un efecto menor en las secciones más remotas, por lo que la respuesta no es un simple An incluso cuando todas las secciones son idénticas. Para algunas clases de filtros, como un filtro de Butterworth, la pérdida de inserción sigue aumentando monótonamente con la frecuencia y rápidamente converge de forma asintótica a una caída de 6n  dB/8va, pero en otros, como un filtro de Chebyshev o un filtro de Cauer, la caída cerca de la frecuencia de corte es mucho más rápida y en otros lugares la respuesta es cualquier cosa menos monótona. No obstante, todas las clases de filtros finalmente convergen a una caída de 6n dB/8va teóricamente a alguna frecuencia arbitrariamente alta, pero en muchas aplicaciones esto ocurrirá en una banda de frecuencia sin interés para la aplicación y los efectos parásitos bien puede empezar a dominar mucho antes de que esto suceda.

## Aplicaciones
Los filtros con un alto "roll-off" se desarrollaron por primera vez para evitar la diafonía entre canales adyacentes en los sistemas telefónicos multiplexados por frecuencia. Los filtros de cruce también son frecuentes en los altavoces de audio: aquí, la necesidad no es tanto de un "roll-off" alto, sino de que los "roll-offs" de las secciones de alta y baja frecuencia sean simétricos y complementarios. En las máquinas de electroencefalografía surge una necesidad interesante de un alto "roll-off". Aquí, los filtros se conforman principalmente con una atenuación básica de 6 dB/8va, aunque algunos instrumentos incluyen un filtro de 35 Hz conmutable en el extremo de alta frecuencia con una atenuación más rápida para ayudar a filtrar el ruido generado por la actividad muscular.